# Tricholomatales
Les Tricholomatales constituaient l'un des huit ordres de la sous-classe des Agaricomycetidae. 

## Description
Ses principales caractéristiques étaient les suivantes :
- texture fibreuse ;
- spores blanches ou très pâles ;
- lames décurrentes ou adnées-émarginées ; pied non séparable du chapeau.

Cet ordre comportait cinq familles importantes par le nombre des genres et des espèces :
- Pleurotaceae ;
- Hygrophoraceae, dont les hygrocybes ;
- Tricholomataceae ;
- Marasmiaceae ;
- Dermolomataceae.

## Source
- Régis Courtecuisse, Bernard Duhem : Guide des champignons de France et d'Europe (Delachaux & Niestlé, 1994-2000).

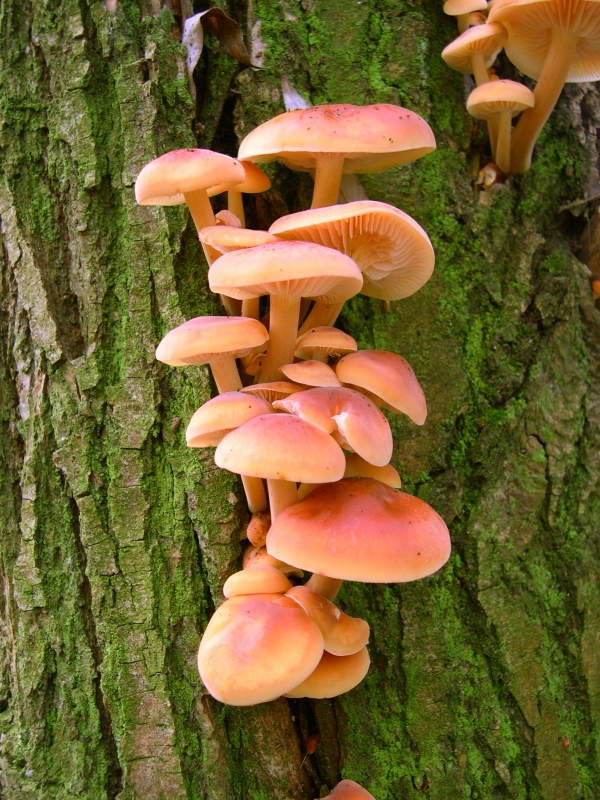
Flammulina velutipes (famille des Marasmiaceae)
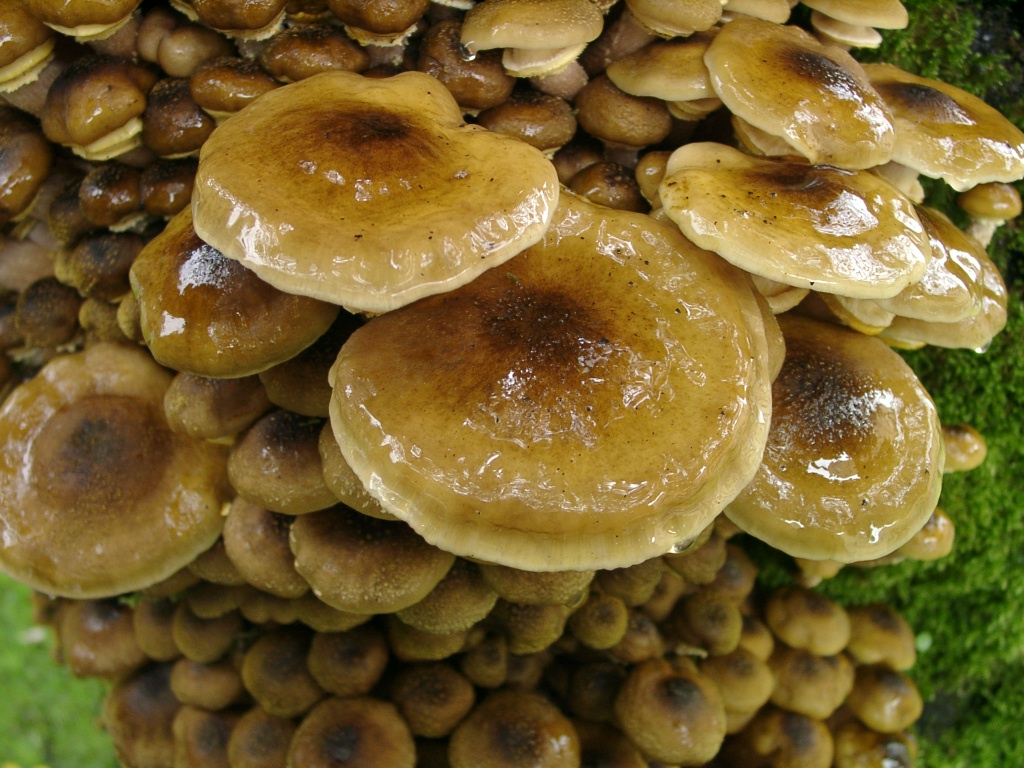
Armillaria mellea (famille des Marasmiaceae)
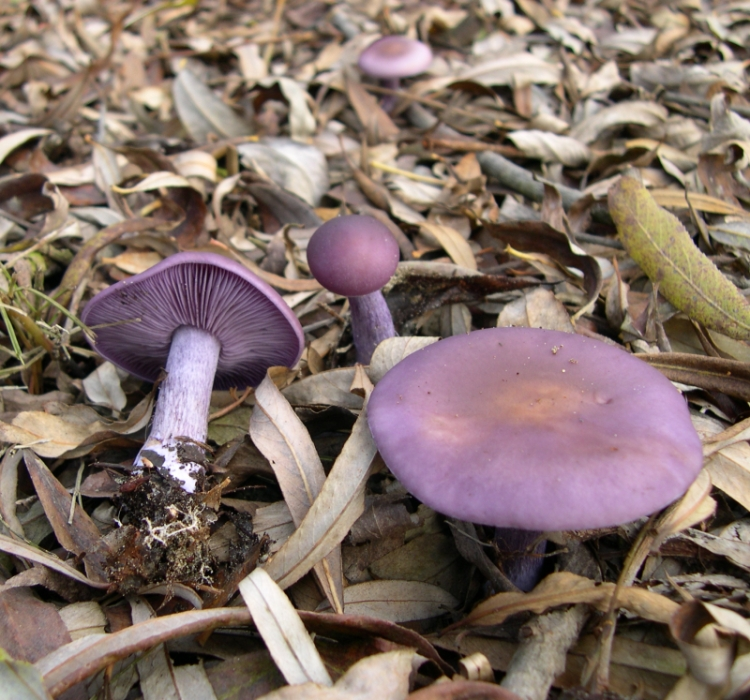
Lepista nuda (famille des Tricholomataceae)